# Модель Штакельберга
 Модель Штакельберга  - теоретико-ігрова модель олігополістичного ринку при наявності інформаційної асиметрії. Названа на честь німецького економіста Генріха фон Штакельберга, вперше описана його в роботі  Marktform und Gleichgewicht  ( Структура ринку і рівновага), що вийшла в 1934р.
У цій моделі поведінка фірм описується динамічною грою з повною досконалою інформацією, що відрізняє її від моделі Курно, в якій поведінка фірм моделюється за допомогою  статичної  гри з повною інформацією. Головною особливістю гри є наявність лідируючої фірми, яка першою встановлює обсяг випуску товарів, а інші фірми орієнтуються в своїх розрахунках на неї.

## Формальне визначення
У дуополії Штакельберга передбачається ієрархія гравців. Першим своє рішення оголошує гравець I, після цього стратегію вибирає гравець II. Перший гравець називається лідером, а другий — веденим. Рівновагою по Штакельбергу в грі називається набір стратегій {\displaystyle (x^{*},y^{*})}, де {\displaystyle y^{*}=R(x^{*})} що є найкращою відповіддю гравця II на стратегію {\displaystyle x^{*}}, яка знаходиться як вирішення завдання
{\displaystyle H(x^{*},y^{*})=\max \limits _{x}H(x,R(x))}.

## Основні передумови
1. Галузь виробляє однорідний товар : відмінності продукції різних фірм нехтуємо, а значить, покупець при виборі, фірми у якої купувати, орієнтується тільки на ціну.
2. Фірми встановлюють кількість виробленої продукції, а ціна на неї визначається виходячи з попиту.
3. Існує так звана фірма-лідер, на обсяг виробництва якої орієнтуються інші фірми.

## Окремий випадок: моделювання дуополії
Нехай існує галузь з двома фірмами, одна з яких «фірма-лідер» , інша — «фірма-послідовник». Нехай ціна на продукцію є лінійною функцією загального обсягу пропозиції  Q  :
{\displaystyle P(Q)=a-bQ}.
Припустимо також, що витрати фірм на одиницю продукції постійні і рівні c1 і c2 відповідно. Тоді прибуток першої фірми буде визначатися формулою
{\displaystyle \Pi _{1}=P(Q_{1}+Q_{2})*Q_{1}-c_{1}Q_{1}},
а прибуток другий відповідно
{\displaystyle \Pi _{2}=P(Q_{1}+Q_{2})*Q_{2}-c_{2}Q_{2}}.
У відповідності з моделлю Штакельберга, перша фірма — фірма-лідер - на першому кроці призначає свій випуск {\displaystyle Q_{1}}. Після цього друга фірма — фірма-послідовник — аналізуючи дії фірми-лідера визначає свій випуск {\displaystyle Q_{2}}. Метою обох фірм є максимізація своїх платіжних функцій.
Рівновага Неша в цій грі визначається методом зворотної індукції. Розглянемо передостанній етап гри — хід другої фірми. На цьому етапі фірма 2 знає обсяг оптимального випуску продукції першою фірмою {\displaystyle Q_{1}^{*}}. Тоді завдання визначення оптимального випуску {\displaystyle Q_{2}^{*}} зводиться до вирішення задачі знаходження точки максимуму платіжної функції другої фірми. Максимізуючи функцію {\displaystyle \Pi _{2}} по змінній {\displaystyle Q_{2}}, вважаючи {\displaystyle Q_{1}} заданим, знаходимо, що оптимальний випуск другої фірми
{\displaystyle Q_{2}^{*}={\frac {(a-bQ_{1}^{*}-c)}{2b}}}.
Це найкраща відповідь фірми-послідовника на вибір фірмою-лідером випуску {\displaystyle Q_{1}^{*}}. Фірма-лідер може максимізувати свою платіжну функцію, враховуючи вид функції {\displaystyle Q_{2}^{*}}. Точка максимуму функції {\displaystyle \Pi _{1}} по змінній {\displaystyle Q_{1}} при підстановці {\displaystyle Q_{2}^{*}} буде
{\displaystyle Q_{1}^{*}={\frac {(a-c)}{2b}}}.
Підставляючи це у вираз для {\displaystyle Q_{2}^{*}} , отримаємо
{\displaystyle Q_{2}^{*}={\frac {(a-c)}{4b}}}.
Таким чином , в рівновазі фірма-лідер виробляє в два рази більшу кількість продукції, ніж фірма-послідовник.

## Порівняння висновків з висновками моделі Курно
У моделі Курно сумарний випуск для такої ж функції попиту буде нижче, а ціна відповідно вище, отже на рівні теоретичних міркувань можна припустити, що для суспільства в галузях, де склалася олігополія, вигідно виділення фірми- лідера, що володіє значною ринковою владою, так як існування приблизно однакових за розмірами і ринкової влади фірм ( що передбачається в моделі Курно ) веде до зростання ціни і скорочення випуску.